# Sambin
Sambin és un municipi francès, situat al departament del Loir i Cher i a la regió de Centre – Vall del Loira. L'any 2007 tenia 879 habitants.

## Demografia

### Població
El 2007 la població de fet de Sambin era de 879 persones. Hi havia 338 famílies, de les quals 84 eren unipersonals (42 homes vivint sols i 42 dones vivint soles), 100 parelles sense fills, 133 parelles amb fills i 21 famílies monoparentals amb fills.
La població ha evolucionat segons el següent gràfic:
Habitants censats

### Habitatges
El 2007 hi havia 396 habitatges, 347 eren l'habitatge principal de la família, 26 eren segones residències i 24 estaven desocupats. 380 eren cases i 12 eren apartaments. Dels 347 habitatges principals, 279 estaven ocupats pels seus propietaris, 62 estaven llogats i ocupats pels llogaters i 5 estaven cedits a títol gratuït; 2 tenien una cambra, 31 en tenien dues, 74 en tenien tres, 103 en tenien quatre i 136 en tenien cinc o més. 245 habitatges disposaven pel capbaix d'una plaça de pàrquing. A 138 habitatges hi havia un automòbil i a 178 n'hi havia dos o més.

### Piràmide de població
La piràmide de població per edats i sexe el 2009 era:
| Homes | Edats   | Dones |
| ----- | ------- | ----- |
| 0     | 95 o +  | 0     |
| 0     | 90 a 94 | 4     |
| 0     | 85 a 89 | 16    |
| 0     | 80 a 84 | 4     |
| 8     | 75 a 79 | 12    |
| 28    | 70 a 74 | 4     |
| 24    | 65 a 69 | 40    |
| 16    | 60 a 64 | 8     |
| 8     | 55 a 59 | 8     |
| 32    | 50 a 54 | 24    |
| 24    | 45 a 49 | 24    |
| 16    | 40 a 44 | 28    |
| 28    | 35 a 39 | 16    |
| 32    | 30 a 34 | 20    |
| 32    | 25 a 29 | 28    |
| 12    | 20 a 24 | 32    |
| 16    | 15 a 19 | 20    |
| 40    | 10 a 14 | 24    |
| 16    | 5 a 9   | 28    |
| 12    | 0 a 4   | 16    |

## Economia
El 2007 la població en edat de treballar era de 547 persones, 414 eren actives i 133 eren inactives. De les 414 persones actives 380 estaven ocupades (208 homes i 172 dones) i 33 estaven aturades (12 homes i 21 dones). De les 133 persones inactives 37 estaven jubilades, 44 estaven estudiant i 52 estaven classificades com a «altres inactius».

### Ingressos
El 2009 a Sambin hi havia 345 unitats fiscals que integraven 890 persones, la mediana anual d'ingressos fiscals per persona era de 16.820 €.

### Activitats econòmiques
Dels 20 establiments que hi havia el 2007, 1 era d'una empresa extractiva, 1 d'una empresa alimentària, 7 d'empreses de construcció, 7 d'empreses de comerç i reparació d'automòbils, 1 d'una empresa d'hostatgeria i restauració, 1 d'una empresa financera i 2 d'empreses classificades com a «altres activitats de serveis».
Dels 8 establiments de servei als particulars que hi havia el 2009, 1 era una fusteria, 4 lampisteries, 1 empresa de construcció, 1 perruqueria i 1 restaurant.
Dels 4 establiments comercials que hi havia el 2009, 1 era una botiga de més de 120 m², 1 una botiga de menys de 120 m², 1 una fleca i 1 una botiga de material de revestiment de parets i terra.
L'any 2000 a Sambin hi havia 27 explotacions agrícoles que ocupaven un total de 1.440 hectàrees.

## Equipaments sanitaris i escolars
El 2009 hi havia 2 escoles elementals. Sambin disposava d'un col·legi d'educació secundària amb 218 alumnes.

## Poblacions més properes
El següent diagrama mostra les poblacions més properes.